# Santino Passano
Santino Passano (fl. XX secolo) è stato un calciatore italiano, di ruolo difensore.

## Carriera
Con l'Andrea Doria disputa complessivamente 30 partite in massima serie nelle stagioni 1923-1924 e 1924-1925.